# Quy Nhơn
Quy Nhơn – miasto w środkowym Wietnamie, stolica prowincji Bình Định. W 2009 roku liczyło 255 463 mieszkańców.